# 이국호 (배우)
이국호(1974년 11월 19일 ~ )는 대한민국의 배우이다.

## 이력
1994년 뮤지컬배우 첫 데뷔하였으며 이듬해 1995년 연극배우 데뷔하였다.

## 학력
- 명지대학교 연극영상학과

## 작품 목록

### 영화
- 《프리즌》 (2017년) - 창길패거리 역
- 《그들이 죽었다》 (2015년) - 희롱남 역
- 《나의 독재자》 (2014년) - 버스 점퍼남 역
- 《그녀는 예뻤다》 (2008년) - 사격장 감독관 역
- 《황진이》 (2007년) - 전차지 역
- 《파란 자전거》 (2007년) - 응원남 1 역
- 《뷰티풀 선데이》 (2007년) - 조 형사 역
- 《왜 사는 건 지 모르겠어》 (2006년)
- 《노이로제》 (2005년)
- 《썸》 (2004년) - 중간 보스 역
- 《은행나무 침대 2: 단적비연수》 (2000년) - 국호 역
- 《쉬리》 (1999년) - OP특공 역

### 드라마
- 《하이에나》 (2006년, tvN)
- 《KBS HDTV 문학관 - 서러워라 잊혀진다는것은》 (2005년, KBS1) - 황매우 역
- 《제5공화국》 (2005년, MBC) - 박종규 역